# Тейссен, Гербен
Гербен Тейссен (нидерл. Gerben Thijssen; род. 21 июня 1998, Генк, Бельгия) — бельгийский профессиональный трековый и шоссейный велогонщик, выступающий с 1 июля 2019 года за команду мирового тура «Lotto Soudal».

## Достижения

### Трек
2015
1-й  Чемпион Бельгии — Мэдисон (юниоры)
3-й  Чемпионат мира — Гонка по очкам (юниоры)
2016
1-й  Чемпион Бельгии — Гонка по очкам (юниоры)
1-й  Чемпион Бельгии — Омниум (юниоры)
2017
1-й  Чемпион Европы — Гонка на выбывание
8-й Чемпионат мира — Командная гонка преследования

### Шоссе
2016
1-й — Этапы 1 и 1 Трофей Карлсберга (юниоры)
2017
1-й Grand Prix de la ville de Saint-Nicolas
2-й Гойксе Пейл
3-й Ronde van Zuid-Holland
3-й Париж — Тур U23 U23
7-й Ronde van Overijssel
7-й Эшборн — Франкфурт U23
2018
1-й  Чемпион Бельгии — Командная гонка с раздельным стартом
1-й  Чемпион Бельгии — Групповая гонка U23
1-й Брюссель — Зепперен
1-й Zuidkempense Pijl
5-й Париж — Труа